# شواص
شواص إحدى منطقة عسير، تقع في شمال غرب المنطقة على مسافة 310 كيلو . يقطنها 8541 نسمة من قبيلة عليان.